# Зенерове карте
Зенерове карте (енгл. Zener cards) су карте које се користе за обављање експеримената који би доказали има ли неко екстрасензорну перцепцију, односно да ли је видовит. 
Психолог Карл Зенер (1903—1964) jе ове карте дизајнирао у раним 1930-има.
У тестовима се користи шпил од 25 карата. Постоји само 5 различитих облика на картама. То су круг, плус, валовите линије, квадрат, и звезда. Карте се измешају и окрену лицем према доле. Испитаник затим узима једну по једну карту и без гледања покушава погодити који је облик на тој карти тако да неки облик запише на папир. Када испитаник погоди 9 или више знакова, можда има моћ екстрасензорне перцепције, односно можда је видовит.